# 대한민국 형법 제326조
대한민국 제326조의는 중권리행사방해죄에 대한 형법각칙의 조문이다.

## 조문
제326조(중권리행사방해) 제324조 또는 제325조의 죄를 범하여 사람의 생명에 대한 위험을 발생하게 한 자는 10년 이하의 징역에 처한다. <개정 1995.12.29>

第326條(重權利行使妨害) 第324條 또는 第325條의 罪를 犯하여 사람의 生命에 對한 危險을 發生하게 한 者는 10年 以下의 懲役에 處한다. <改正 1995.12.29.>

## 참고 문헌
- 김재윤, 손동권, 『새로운 형법각론』, 율곡출판사, 2013. ISBN 9788997428342

## 같이 보기
- 권리행사방해죄